# 偵探洪吉童：消失的村莊
（又译《偵探洪吉童：消失的村莊》）為2016年上映的一部韓國動作劇情片，由《狼少年》的导演趙聖熙执导，李帝勳與金成均主演。影片講述没有恐惧、没有同情心、没有童年记忆、没有朋友的私家侦探洪吉童，遇到了一桩20年来没有解决的棘手事件，在追查真相的过程中发现了神秘组织光隱会的真相，并卷入了一场生死之战。
2016年5月20日，該片于北美正式上映。

## 演員陣容
- 李帝勳 飾演 洪吉童
- 金成均 飾演 姜成日
- 朴根瀅 飾演 金邊德
- 高雅拉 飾演 黃會長
- 盧正義 飾演 金東兒
- 金河娜 飾演 金末順
- 鄭成華 飾演 旅館老闆
- 柳承穆 飾演 泰光，維修站老闆。
- 洪瑞白 飾演 金鎮浩
- 尹永均 飾演 崔泰政
- 黃寶羅 飾演 中古書店女子
- 李準赫 飾演 福德房主人
- 南貞姬 飾演 小店老奶奶
- 李民雄 飾演 中餐館員工
- 朴智勳 飾演 警察
- 崔志浩 飾演 警察
- 南延佑 飾演 警察
- 金英成 飾演 警察
- 崔泰煥 飾演 活貧黨吉童的部下
- 劉貞萊 飾演 活貧黨吉童的部下
- 趙東仁 飾演 活貧黨新人
- 李敏芝 飾演 活貧黨運動服少女
- 姜德重 飾演 活貧黨摘下面具的男子
- 姜信河 飾演 活貧黨油桶大叔
- 金東輝 飾演 活貧黨軍訓服學生
- 崔承允 飾演 碼頭怪漢
- 朴智煥 飾演 姜吉成
- 李尚熙 飾演 吉童的母親
- 高宇臨 飾演 幼年時期的洪吉童
- 崔秉默 飾演 電視辯論會 國會議員
- 卞耀漢 飾演 光隱會美型男（特別演出）

## 制作
該片於2014年12月2日開機，2015年4月16日殺青。

## 票房
雖遭兩部強片《美國隊長3：英雄內戰》與羅宏鎮導演的《哭聲》夾擊，該片仍舊收穫不俗的票房成績，上映10天已突破100萬觀影人次。

## 奖项荣誉
| 年份   | 颁奖礼                   | 奖项                    | 入围者                       | 结果 | 参考  |
| ------ | ------------------------ | ----------------------- | ---------------------------- | ---- | ----- |
| 2016年 | 第20屆富川國際奇幻電影節 | 韓國奇幻長片單元 觀眾獎 | 《名侦探洪吉童：消失的村庄》 | 獲獎 | [ 9 ] |
| 2016年 | 第20屆富川國際奇幻電影節 | 特別提及                | 《名侦探洪吉童：消失的村庄》 | 獲獎 | [ 9 ] |

## 外部連結
- NAVER上《名侦探洪吉童：消失的村庄》的資料
- 韩国电影数据库（KMDb）上《名侦探洪吉童：消失的村庄》的資料
- 互联网电影数据库（IMDb）上《名侦探洪吉童：消失的村庄》的资料（英文）
- 豆瓣电影上《名侦探洪吉童：消失的村庄》的資料 （简体中文）
- 《名侦探洪吉童：消失的村庄》在HanCinema的页面（英文）
- Box Office Mojo上《名侦探洪吉童：消失的村庄》的資料（英文）
- 爛番茄上《名侦探洪吉童：消失的村庄》的資料（英文）
- 開眼電影網上《幻影偵探》的資料（繁體中文）